# Anisodes binocellaria
Anisodes binocellaria là một loài bướm đêm trong họ Geometridae.